# Список астероїдів (31001—31100)
| Назва                         | Тимчасове позначення | Дата відкриття    | Місце відкриття             | Відкривач                     |
| ----------------------------- | -------------------- | ----------------- | --------------------------- | ----------------------------- |
| (31001) 1995 VG14             | 1995 VG14            | 15 листопада 1995 | Обсерваторія Кітт-Пік       | Spacewatch                    |
| (31002) 1995 VR15             | 1995 VR15            | 15 листопада 1995 | Обсерваторія Кітт-Пік       | Spacewatch                    |
| (31003) 1995 WQ2              | 1995 WQ2             | 16 листопада 1995 | Обсерваторія Кушіро         | Сейджі Уеда, Хіроші Канеда    |
| (31004) 1995 WW28             | 1995 WW28            | 19 листопада 1995 | Обсерваторія Кітт-Пік       | Spacewatch                    |
| (31005) 1995 WC31             | 1995 WC31            | 19 листопада 1995 | Обсерваторія Кітт-Пік       | Spacewatch                    |
| (31006) 1995 XC               | 1995 XC              | 3 грудня 1995     | Обсерваторія Садбері        | Денніс ді Сікко               |
| (31007) 1996 AE14             | 1996 AE14            | 15 січня 1996     | Обсерваторія Кітт-Пік       | Spacewatch                    |
| (31008) 1996 BN2              | 1996 BN2             | 26 січня 1996     | Обсерваторія Оїдзумі        | Такао Кобаяші                 |
| (31009) 1996 CP               | 1996 CP              | 1 лютого 1996     | Станція Сінлун              | SCAP                          |
| (31010) 1996 CJ1              | 1996 CJ1             | 11 лютого 1996    | Обсерваторія Оїдзумі        | Такао Кобаяші                 |
| (31011) 1996 CG7              | 1996 CG7             | 2 лютого 1996     | Станція Сінлун              | SCAP                          |
| (31012) 1996 CG8              | 1996 CG8             | 10 лютого 1996    | Станція Сінлун              | SCAP                          |
| (31013) 1996 DR               | 1996 DR              | 19 лютого 1996    | Обсерваторія Оїдзумі        | Такао Кобаяші                 |
| (31014) 1996 DW               | 1996 DW              | 21 лютого 1996    | Обсерваторія Оїдзумі        | Такао Кобаяші                 |
| 31015 Boccardi                | 1996 DS1             | 16 лютого 1996    | Обсерваторія Сан-Вітторе    | Обсерваторія Сан-Вітторе      |
| (31016) 1996 DY1              | 1996 DY1             | 23 лютого 1996    | Обсерваторія Оїдзумі        | Такао Кобаяші                 |
| (31017) 1996 EH2              | 1996 EH2             | 15 березня 1996   | Обсерваторія Сайдинг-Спрінг | Роберт Макнот                 |
| (31018) 1996 ET2              | 1996 ET2             | 15 березня 1996   | Обсерваторія Галеакала      | NEAT                          |
| (31019) 1996 EH10             | 1996 EH10            | 12 березня 1996   | Обсерваторія Кітт-Пік       | Spacewatch                    |
| 31020 Скарупа (Skarupa)       | 1996 FP1             | 17 березня 1996   | Обсерваторія Галеакала      | AMOS                          |
| (31021) 1996 FW1              | 1996 FW1             | 17 березня 1996   | Обсерваторія Галеакала      | NEAT                          |
| (31022) 1996 FJ9              | 1996 FJ9             | 20 березня 1996   | Обсерваторія Кітт-Пік       | Spacewatch                    |
| (31023) 1996 FT10             | 1996 FT10            | 20 березня 1996   | Обсерваторія Кітт-Пік       | Spacewatch                    |
| (31024) 1996 FT11             | 1996 FT11            | 22 березня 1996   | Обсерваторія Кітт-Пік       | Spacewatch                    |
| (31025) 1996 GR               | 1996 GR              | 12 квітня 1996    | Обсерваторія Оїдзумі        | Такао Кобаяші                 |
| (31026) 1996 GB7              | 1996 GB7             | 12 квітня 1996    | Обсерваторія Кітт-Пік       | Spacewatch                    |
| (31027) 1996 HQ               | 1996 HQ              | 18 квітня 1996    | Обсерваторія Ондржейов      | Ленка Коткова                 |
| 31028 Cerulli                 | 1996 HH1             | 18 квітня 1996    | Обсерваторія Сан-Вітторе    | Обсерваторія Сан-Вітторе      |
| (31029) 1996 HC16             | 1996 HC16            | 18 квітня 1996    | Обсерваторія Ла-Сілья       | Ерік Вальтер Ельст            |
| (31030) 1996 HN19             | 1996 HN19            | 18 квітня 1996    | Обсерваторія Ла-Сілья       | Ерік Вальтер Ельст            |
| (31031) 1996 HV20             | 1996 HV20            | 18 квітня 1996    | Обсерваторія Ла-Сілья       | Ерік Вальтер Ельст            |
| (31032) 1996 HS22             | 1996 HS22            | 20 квітня 1996    | Обсерваторія Ла-Сілья       | Ерік Вальтер Ельст            |
| (31033) 1996 HY23             | 1996 HY23            | 20 квітня 1996    | Обсерваторія Ла-Сілья       | Ерік Вальтер Ельст            |
| (31034) 1996 HC24             | 1996 HC24            | 20 квітня 1996    | Обсерваторія Ла-Сілья       | Ерік Вальтер Ельст            |
| (31035) 1996 HJ24             | 1996 HJ24            | 20 квітня 1996    | Обсерваторія Ла-Сілья       | Ерік Вальтер Ельст            |
| (31036) 1996 HM25             | 1996 HM25            | 20 квітня 1996    | Обсерваторія Ла-Сілья       | Ерік Вальтер Ельст            |
| 31037 Mydon                   | 1996 HZ25            | 20 квітня 1996    | Обсерваторія Ла-Сілья       | Ерік Вальтер Ельст            |
| (31038) 1996 HG26             | 1996 HG26            | 20 квітня 1996    | Обсерваторія Ла-Сілья       | Ерік Вальтер Ельст            |
| (31039) 1996 JN               | 1996 JN              | 12 травня 1996    | Моріяма (Сіґа)              | Ясукадзу Ікарі                |
| (31040) 1996 JW8              | 1996 JW8             | 12 травня 1996    | Обсерваторія Кітт-Пік       | Spacewatch                    |
| (31041) 1996 KD               | 1996 KD              | 16 травня 1996    | Вішнянська обсерваторія     | Вішнянська обсерваторія       |
| (31042) 1996 KS4              | 1996 KS4             | 22 травня 1996    | Обсерваторія Ла-Сілья       | Ерік Вальтер Ельст            |
| 31043 Штурм (Sturm)           | 1996 LT              | 11 червня 1996    | Прескоттська обсерваторія   | Пол Комба                     |
| (31044) 1996 NY               | 1996 NY              | 11 липня 1996     | Обсерваторія Сайдинг-Спрінг | Роберт Макнот                 |
| (31045) 1996 NP4              | 1996 NP4             | 14 липня 1996     | Обсерваторія Ла-Сілья       | Ерік Вальтер Ельст            |
| (31046) 1996 NU4              | 1996 NU4             | 14 липня 1996     | Обсерваторія Ла-Сілья       | Ерік Вальтер Ельст            |
| (31047) 1996 PW8              | 1996 PW8             | 8 серпня 1996     | Обсерваторія Ла-Сілья       | Ерік Вальтер Ельст            |
| (31048) 1996 PO9              | 1996 PO9             | 11 серпня 1996    | Берлінгтон                  | Террі Гендлі                  |
| (31049) 1996 QZ               | 1996 QZ              | 20 серпня 1996    | Обсерваторія Клеть          | Обсерваторія Клеть            |
| (31050) 1996 RA2              | 1996 RA2             | 12 вересня 1996   | Обсерваторія Галеакала      | NEAT                          |
| (31051) 1996 RT3              | 1996 RT3             | 13 вересня 1996   | Обсерваторія Галеакала      | NEAT                          |
| (31052) 1996 RC5              | 1996 RC5             | 10 вересня 1996   | Обсерваторія Галеакала      | NEAT                          |
| (31053) 1996 RD5              | 1996 RD5             | 11 вересня 1996   | Обсерваторія Галеакала      | NEAT                          |
| (31054) 1996 RT5              | 1996 RT5             | 13 вересня 1996   | Обсерваторія Лайм-Крік      | Роберт Ліндергольм            |
| (31055) 1996 RZ19             | 1996 RZ19            | 8 вересня 1996    | Обсерваторія Кітт-Пік       | Spacewatch                    |
| (31056) 1996 RK25             | 1996 RK25            | 12 вересня 1996   | Обсерваторія Кітт-Пік       | Spacewatch                    |
| (31057) 1996 SK4              | 1996 SK4             | 21 вересня 1996   | Станція Сінлун              | SCAP                          |
| (31058) 1996 TA5              | 1996 TA5             | 8 жовтня 1996     | Обсерваторія Садбері        | Денніс ді Сікко               |
| (31059) 1996 TQ5              | 1996 TQ5             | 1 жовтня 1996     | Обсерваторія Ґренвіля       | Річард Девіс                  |
| (31060) 1996 TB6              | 1996 TB6             | 3 жовтня 1996     | Станція Сінлун              | SCAP                          |
| 31061 Тамао (Tamao)           | 1996 TK7             | 10 жовтня 1996    | Обсерваторія Кума Коґен     | Акімаса Накамура              |
| (31062) 1996 TP10             | 1996 TP10            | 9 жовтня 1996     | Обсерваторія Кушіро         | Сейджі Уеда, Хіроші Канеда    |
| (31063) 1996 TK11             | 1996 TK11            | 11 жовтня 1996    | Обсерваторія Кітамі         | Кін Ендате                    |
| (31064) 1996 TP11             | 1996 TP11            | 11 жовтня 1996    | Обсерваторія Галеакала      | NEAT                          |
| 31065 Бейшіжанґ (Beishizhang) | 1996 TZ13            | 10 жовтня 1996    | Станція Сінлун              | SCAP                          |
| (31066) 1996 TR25             | 1996 TR25            | 6 жовтня 1996     | Обсерваторія Кітт-Пік       | Spacewatch                    |
| (31067) 1996 TF50             | 1996 TF50            | 4 жовтня 1996     | Обсерваторія Ла-Сілья       | Ерік Вальтер Ельст            |
| (31068) 1996 TT54             | 1996 TT54            | 9 жовтня 1996     | Станція Сінлун              | SCAP                          |
| (31069) 1996 UM1              | 1996 UM1             | 18 жовтня 1996    | Обсерваторія Галеакала      | NEAT                          |
| (31070) 1996 VX9              | 1996 VX9             | 3 листопада 1996  | Обсерваторія Кітт-Пік       | Spacewatch                    |
| (31071) 1996 VL18             | 1996 VL18            | 6 листопада 1996  | Обсерваторія Кітт-Пік       | Spacewatch                    |
| (31072) 1996 VZ22             | 1996 VZ22            | 9 листопада 1996  | Обсерваторія Кітт-Пік       | Spacewatch                    |
| (31073) 1996 VV29             | 1996 VV29            | 7 листопада 1996  | Обсерваторія Кушіро         | Сейджі Уеда, Хіроші Канеда    |
| (31074) 1996 WY1              | 1996 WY1             | 24 листопада 1996 | Станція Сінлун              | SCAP                          |
| (31075) 1996 XV               | 1996 XV              | 1 грудня 1996     | Обсерваторія Тітібу         | Наото Сато                    |
| (31076) 1996 XH1              | 1996 XH1             | 2 грудня 1996     | Обсерваторія Оїдзумі        | Такао Кобаяші                 |
| (31077) 1996 XZ2              | 1996 XZ2             | 3 грудня 1996     | Обсерваторія Оїдзумі        | Такао Кобаяші                 |
| (31078) 1996 XJ5              | 1996 XJ5             | 6 грудня 1996     | Обсерваторія Оїдзумі        | Такао Кобаяші                 |
| (31079) 1996 XS5              | 1996 XS5             | 7 грудня 1996     | Обсерваторія Оїдзумі        | Такао Кобаяші                 |
| (31080) 1996 XA6              | 1996 XA6             | 7 грудня 1996     | Обсерваторія Оїдзумі        | Такао Кобаяші                 |
| (31081) 1996 XO13             | 1996 XO13            | 9 грудня 1996     | Обсерваторія Садбері        | Денніс ді Сікко               |
| (31082) 1996 XM19             | 1996 XM19            | 8 грудня 1996     | Обсерваторія Оїдзумі        | Такао Кобаяші                 |
| (31083) 1996 XE32             | 1996 XE32            | 14 грудня 1996    | Обсерваторія Тітібу         | Наото Сато                    |
| (31084) 1996 YX2              | 1996 YX2             | 29 грудня 1996    | Обсерваторія Тітібу         | Наото Сато                    |
| (31085) 1997 AV12             | 1997 AV12            | 10 січня 1997     | Обсерваторія Оїдзумі        | Такао Кобаяші                 |
| 31086 Ґерінґер (Gehringer)    | 1997 AT17            | 12 січня 1997     | Обсерваторія Ґудрайк-Піґотт | Рой Такер                     |
| 31087 Oirase                  | 1997 AA22            | 9 січня 1997      | Обсерваторія Тітібу         | Наото Сато                    |
| (31088) 1997 BV               | 1997 BV              | 18 січня 1997     | Станція Сінлун              | SCAP                          |
| (31089) 1997 BW1              | 1997 BW1             | 29 січня 1997     | Обсерваторія Оїдзумі        | Такао Кобаяші                 |
| (31090) 1997 BJ5              | 1997 BJ5             | 31 січня 1997     | Обсерваторія Кітт-Пік       | Spacewatch                    |
| (31091) 1997 BE9              | 1997 BE9             | 30 січня 1997     | Обсерваторія Азіаґо         | Уліссе Мунарі, Маура Томбеллі |
| (31092) 1997 CW5              | 1997 CW5             | 6 лютого 1997     | Обсерваторія Клеть          | Обсерваторія Клеть            |
| (31093) 1997 CE28             | 1997 CE28            | 6 лютого 1997     | Станція Сінлун              | SCAP                          |
| (31094) 1997 CN28             | 1997 CN28            | 14 лютого 1997    | Станція Сінлун              | SCAP                          |
| 31095 Buneiou                 | 1997 DH              | 27 лютого 1997    | Обсерваторія Тітібу         | Наото Сато                    |
| (31096) 1997 GH14             | 1997 GH14            | 3 квітня 1997     | Сокорро (Нью-Мексико)       | LINEAR                        |
| 31097 Нуччомула (Nucciomula)  | 1997 JM11            | 3 травня 1997     | Обсерваторія Ла-Сілья       | Ерік Вальтер Ельст            |
| 31098 Frankhill               | 1997 LQ2             | 9 червня 1997     | Обсерваторія Ґудрайк-Піґотт | Рой Такер                     |
| (31099) 1997 MF4              | 1997 MF4             | 28 червня 1997    | Сокорро (Нью-Мексико)       | LINEAR                        |
| (31100) 1997 ML4              | 1997 ML4             | 28 червня 1997    | Сокорро (Нью-Мексико)       | LINEAR                        |

| ← Астероїди 30001—40000 → |             |             |             |             |             |             |             |             |             |
| 30001—30100               | 31001—31100 | 32001—32100 | 33001—33100 | 34001—34100 | 35001—35100 | 36001—36100 | 37001—37100 | 38001—38100 | 39001—39100 |
| 30101—30200               | 31101—31200 | 32101—32200 | 33101—33200 | 34101—34200 | 35101—35200 | 36101—36200 | 37101—37200 | 38101—38200 | 39101—39200 |
| 30201—30300               | 31201—31300 | 32201—32300 | 33201—33300 | 34201—34300 | 35201—35300 | 36201—36300 | 37201—37300 | 38201—38300 | 39201—39300 |
| 30301—30400               | 31301—31400 | 32301—32400 | 33301—33400 | 34301—34400 | 35301—35400 | 36301—36400 | 37301—37400 | 38301—38400 | 39301—39400 |
| 30401—30500               | 31401—31500 | 32401—32500 | 33401—33500 | 34401—34500 | 35401—35500 | 36401—36500 | 37401—37500 | 38401—38500 | 39401—39500 |
| 30501—30600               | 31501—31600 | 32501—32600 | 33501—33600 | 34501—34600 | 35501—35600 | 36501—36600 | 37501—37600 | 38501—38600 | 39501—39600 |
| 30601—30700               | 31601—31700 | 32601—32700 | 33601—33700 | 34601—34700 | 35601—35700 | 36601—36700 | 37601—37700 | 38601—38700 | 39601—39700 |
| 30701—30800               | 31701—31800 | 32701—32800 | 33701—33800 | 34701—34800 | 35701—35800 | 36701—36800 | 37701—37800 | 38701—38800 | 39701—39800 |
| 30801—30900               | 31801—31900 | 32801—32900 | 33801—33900 | 34801—34900 | 35801—35900 | 36801—36900 | 37801—37900 | 38801—38900 | 39801—39900 |
| 30901—31000               | 31901—32000 | 32901—33000 | 33901—34000 | 34901—35000 | 35901—36000 | 36901—37000 | 37901—38000 | 38901—39000 | 39901—40000 |